# Marlis Petersen
Marlis Petersen (née le 3 février 1968 à Sindelfingen) est une artiste lyrique et musicienne allemande.

## Carrière
Marlis Petersen étudie au Conservatoire de Stuttgart où elle est l'élève de Sylvia Geszty. En 1993, elle débute en intégrant la troupe du Staatstheater de Nuremberg. Son premier rôle est un remplacement de dernière minute dans une opérette d'Offenbach. Elle développe son répertoire avec les rôles de Ännchen (Der Freischütz), Blonde (L'enlèvement au sérail), Oscar (Un bal masqué), Rosina, Lulu et la Reine de la nuit (La Flûte enchantée).
En 1998, Marlis Petersen rejoint la troupe de l'opéra de Düsseldorf, où elle étoffe son répertoire italien et français de 25 nouveaux rôles.
En 2002, elle fait ses débuts à l'Opéra de Vienne, dans le rôle de Lulu d'Alban Berg et au Covent Garden, dans le rôle de Zerbinetta. Ses autres rôles incluent Adèle (Die Fledermaus), Sophie (Le Chevalier à la rose), Norina (Don Pasquale) et Konstanze (L'enlèvement au sérail), un rôle tenu au Festival d'Aix en 2007.
Le rôle de Lulu d'Alban Berg est l'un des rôles majeurs de sa carrière. En 2015, Marlis Petersen annonce qu'elle abandonne ce rôle après l'avoir interprété pendant 18 ans et dans dix productions à Hambourg, Vienne, Athènes, Munich. La dernière production a lieu à New-York en 2015 avec une mise en scène de William Kentrige.
En septembre 2007, Marlis Petersen crée le rôle d'Aphrodite pour la première mondiale de Phèdre de Hans Werner Henze à l'Opéra de Berlin.
En mars 2021, Marlis Petersen interprète le rôle de la Maréchale dans Le Chevalier à la rose de Strauss. La représentation a lieu au Bayerische Staatsoper avec une mise en scène de Barrie Kosky et sous la direction de Vladimir Jurowski, sans public et avec un orchestre réduit du fait de la pandémie de coronavirus,. L'opéra est retransmis sur la chaine de télévision Arte.
En parallèle de sa carrière à l'opéra, Marlis Petersen se produit également en récital et enregistre des disques.

## Prix et récompenses
- 2013, Österreichischer Musiktheaterpreis pour l'interprétation des trois femmes dans Les Contes d'Hoffmann au Theater an der Wien
- 2004, 2010, 2015 et 2020, chanteuse de l'année par le magazine Opernwelt[7]
- 2022, Ordre bavarois du Mérite[8]

## Discographie
- Dimensionen : Anderswelt avec Camillo Radicke, piano, (Solo Musica), 2018
- Dimensionen Welt : avec Stephan Matthias Lademann, piano, (Solo Musica), 2017
- Goethe-Lieder - Das ewig Weibliche : avec Jendrik Springer, piano (Harmonia Mundi), 2012
- Robert Schumann : Spanische Liebeslieder Op. 138, Spanisches Liederspiel Op. 74, Minnespiel Op. 101, 2010
- Wolfgang Amadeus Mozart : Die Zauberflöte, Akademie für Alte Musik & RIAS Kammerchor, René Jacobs. Harmonia Mundi, 2010
- Johannes Brahms : Ein Deutsches Requiem, Rundfunkchor Berlin, Simon Halsey, 2010
- Johannes Brahms : Liebeslieder-Walzer op. 52, Drei Lieder op. 64, Neue Liebeslieder op. 65, avec Stella Doufexis, Werner Güra, Konrad Jarnot (chant), Christoph Berner et Camillo Radicke (piano), 2008